# Rosario (Batangas)
Rosario è una municipalità di prima classe delle Filippine, situata nella Provincia di Batangas, nella Regione del Calabarzon.
Rosario è formata da 48 baranggay:
- Alupay
- Antipolo
- Bagong Pook
- Balibago
- Barangay A (Pob.)
- Barangay B (Pob.)
- Barangay C (Pob.)
- Barangay D (Pob.)
- Barangay E (Pob.)
- Bayawang
- Baybayin
- Bulihan
- Cahigam
- Calantas
- Colongan
- Itlugan
- Leviste (Tubahan)
- Lumbangan
- Maalas-As
- Mabato
- Mabunga
- Macalamcam A
- Macalamcam B
- Malaya

- Maligaya
- Marilag
- Masaya
- Matamis
- Mavalor
- Mayuro
- Namuco
- Namunga
- Natu
- Nasi
- Palakpak
- Pinagsibaan
- Putingkahoy
- Quilib
- Salao
- San Carlos
- San Ignacio
- San Isidro
- San Jose
- San Roque
- Santa Cruz
- Timbugan
- Tiquiwan
- Tulos